# Quadro de medalhas dos Jogos Olímpicos de Inverno de 1936
Este é o quadro de medalhas dos Jogos Olímpicos de Inverno de 1936, realizados em Garmisch-Partenkirchen, Alemanha. O ordenamento é feito pelo número de medalhas de ouro, estando as medalhas de prata e bronze como critérios de desempate em caso de países com o mesmo número de ouros. Se, após esse critério, os países continuarem empatados, posicionamento igual é dado e eles são listados alfabeticamente. Este é o sistema utilizado pelo Comitê Olímpico Internacional.
| Ordem | País               | Medalha de ouro | Medalha de prata | Medalha de bronze |    |
| ----- | ------------------ | --------------- | ---------------- | ----------------- | -- |
| 1     | NOR Noruega        | 7               | 5                | 3                 | 15 |
| 2     | GER Alemanha       | 3               | 3                |                   | 6  |
| 3     | SWE Suécia         | 2               | 2                | 3                 | 7  |
| 4     | FIN Finlândia      | 1               | 2                | 3                 | 6  |
| 5     | SUI Suíça          | 1               | 2                |                   | 3  |
| 6     | AUT Áustria        | 1               | 1                | 2                 | 4  |
| 7     | GBR Grã-Bretanha   | 1               | 1                | 1                 | 3  |
| 8     | USA Estados Unidos | 1               |                  | 3                 | 4  |
| 9     | CAN Canadá         |                 | 1                |                   | 1  |
| 10    | FRA França         |                 |                  | 1                 | 1  |
| 10    | HUN Hungria        |                 |                  | 1                 | 1  |
| TOTAL | TOTAL              | 17              | 17               | 17                | 51 |

## Referência
- Quadro de medalhas - Garmisch-Partenkirchen 1936, página do Comitê Olímpico Internacional